# Aji Alese
Ajibola Joshua Odunayo Afolarin Alese (Islington, 17 de enero de 2001), más conocido como Aji Alese, es un futbolista británico que juega en la demarcación de defensa en el Sunderland A. F. C. de la Premier League.

## Biografía
Tras formarse como futbolista en las categorías inferiores del West Ham United F. C., se marchó cedido en dos temporadas al Accrington Stanley F. C. y al Cambridge United F. C. En la temporada 2021-22 volvió al West Ham United. Finalmente el 22 de septiembre de 2020 debutó contra el Hull City A. F. C. en la Copa de la Liga. El 9 de diciembre de 2021 debutó en la Liga Europa contra el G. N. K. Dinamo Zagreb. El encuentro finalizó con un resultado de 0-1 a favor del conjunto croata tras el gol de Mislav Oršić. Esos fueron sus únicos dos partidos con el primer equipo antes de ser traspasado al Sunderland A. F. C. en julio de 2022.

## Clubes
Actualizado al último partido disputado el 11 de enero de 2025.
| Club                              | País       | Año       | Partidos | Goles |
| --------------------------------- | ---------- | --------- | -------- | ----- |
| Accrington Stanley F. C. (cedido) | Inglaterra | 2019-2020 | 11       | 0     |
| West Ham United F. C.             | Inglaterra | 2020-2021 | 1        | 0     |
| Cambridge United F. C. (cedido)   | Inglaterra | 2021      | 2        | 0     |
| West Ham United F. C.             | Inglaterra | 2021-2022 | 1        | 0     |
| Sunderland A. F. C.               | Inglaterra | 2022-     | 46       | 1     |